# El Castillo de las Guardas
El Castillo de las Guardas är en ort i Spanien.   Den ligger i provinsen Provincia de Sevilla och regionen Andalusien, i den sydvästra delen av landet, 400 km sydväst om huvudstaden Madrid. El Castillo de las Guardas ligger 333 meter över havet och antalet invånare är 1 633.
Terrängen runt El Castillo de las Guardas är lite kuperad. Runt El Castillo de las Guardas är det glesbefolkat, med 12 invånare per kvadratkilometer. Närmaste större samhälle är Aznalcóllar, 19,7 km söder om El Castillo de las Guardas. Omgivningarna runt El Castillo de las Guardas är huvudsakligen savann.